# Turbonilla penasi
Turbonilla penasi is een slakkensoort uit de familie van de Pyramidellidae. De wetenschappelijke naam van de soort is voor het eerst geldig gepubliceerd in 2000 door Nofroni & Gubbioli.